# Berliner Malerpoeten
Die Berliner Malerpoeten waren eine Künstlergruppe von 14 malenden Schriftstellern, die sich 1972 in Berlin-Kreuzberg gründete. In ihr versammelten sich Künstler, die in der Malerei sowie Lyrik und Belletristik Werke schufen. In zeitgenössischen Beschreibungen werden sie als Kreuzberger Bohème zu einem wichtigen Teil der Kultur von West-Berlin gezählt. Initiatorin und Motor der Künstlergruppe und der Wanderausstellungen war Aldona Gustas.

## Mitglieder
- Günter Bruno Fuchs (1928–1977)
- Günter Grass (1927–2015)
- Aldona Gustas (1932–2022)
- Roger Loewig (1930–1997)
- Artur Märchen, bürgerlicher Name: Artur Raake (1932–2002)
- Christoph Meckel (1935–2020)
- Kurt Mühlenhaupt (1921–2006)
- Karl Oppermann (1930–2022)
- Oskar Pastior (1927–2006)
- Robert Wolfgang Schnell (1916–1986)
- Wolfdietrich Schnurre (1920–1989)
- Friedrich Schröder-Sonnenstern (1892–1982)
- Joachim Uhlmann (1925–2020)
- Hans-Joachim Zeidler (1935–2010)

## Personen im Umfeld der Berliner Malerpoeten
Zum Umfeld der Berliner Malerpoeten, sogenannte Kreuzberger Bohème (auch: Kreuzberger Montmartre) gehören u. a.:
Richard Anders, Günter Anlauf, Oswald Andrae, H. C. Artmann, Inka Bach, Jürgen Beckelmann, Manfred Beelke, F. W. Bernstein, Wolf Biermann, Gerald Bisinger, Wolfgang Bittner, Ulrich Bormann, Nicolas Born, Ursula Braune, Uwe Bremer, Friedrich Christian Delius, Helmut Diekmann, Ingeborg Drewitz, Hertha Fiedler, Michael Frey, Eva-Maria Geisler, Arwed D. Gorella, Karl-Heinz Grage, Johannes Grützke, Hugo Hoffmann, Georg Holmsten, Wolfgang Jörg, Gerhard Kerfin, Sarah Kirsch, Matthias Koeppel, Walter Koschwitz, Karl Krolow, Michael Kühne, Sigurd Kuschnerus, Rudi Lesser, Hendrik Liersch, Wilhelm Mühlenhaupt, Kurt Neuburger, Peter Rühmkorf, Peter Sauernheimer, Albert Schindehütte, Erich Schönig, Wolfgang Simon, Viktor Otto Stomps, Hans Sünderhauf, Gabriele Schmelz, Horst Strempel, Roland Neumann, Nepomuk Ullmann, Johannes Vennekamp, Arno Waldschmidt, Herbert Weitemeier, Wolfgang Windhausen, Jürgen Rosemann, Monika Beck, Dieter Bonnes.